# Списак генерала и адмирала Југословенске војске: С
Списак генерала и адмирала Југословенске војске (ЈВ) чије презиме почиње на слово С, за остале генерале и адмирале погледајте Списак генерала и адмирала Југословенске војске.
напомена:
Генералски, односно адмиралски чинови у ЈВ су били — војвода, армијски генерал (адмирал), дивизијски генерал (вицеадмирал) и бригадни генерал (контраадмирал). 

### С
- Војислав Савић (1881—1967), дивизијски генерал. Активна служба у ВКЈ престала му је 1938. Реактивиран 1941. Одведен у заробљеништво 1941. године, после рата није наставио службу.
- Љубомир Савић (1883—?), пешадијски бригадни генерал.
- Светислав Савић (1882—1959), пешадијски бригадни генерал. Одведен у заробљеништво 1941. године, после рата није наставио службу.
- Светомир Савић (1890—1967), пешадијски бригадни генерал. Одведен у заробљеништво 1941. године, после рата није наставио службу.
- Рихард Салхер (1875—1955), контраадмирал. Активна служба у ВКЈ престала му је 1931.
- Милорад Секулић (1889—1963), пешадијски бригадни генерал. Одведен у заробљеништво 1941. године, после рата није наставио службу.
- др Ђорђе Сибер (1885—1968), санитетски бригадни генерал. Пензионисан 1942.
- Карло Силви (1880—1940), пешадијски бригадни генерал. Активна служба у ВКЈ престала му је 1938.
- Душан Симовић (1882—1962), армијски генерал ваздухопловства. Пензионисан у ЈВвО 1943.
- Владимир Скубиц (1877—1957), пешадијски бригадни генерал. Активна служба у ВКЈ престала му је 1934.
- Крста Смиљанић (1868—1944), армијски генерал. Активна служба у ВКЈ престала му је 1929.
- Леонид Соларевић (1854—1929), генерал. Активна служба у ВКЈ престала му је 1918. Преведен у резерву.
- Димитрије Спасић (1881—1962), пешадијски бригадни генерал. Активна служба у ВКЈ престала му је 1930. Реактивиран 1941. Одведен у заробљеништво 1941. године, после рата није наставио службу.
- Милан Спасић (1879—1963), судски бригадни генерал. Активна служба у ВКЈ престала му је 1939. Реактивиран 1941. Одведен у заробљеништво 1941. године, после рата није наставио службу.
- Никола Спасојевић (1883—1956), пешадијски бригадни генерал. Одведен у заробљеништво 1941. године, после рата није наставио службу.
- Петар Сретеновић (1883—?), артиљеријски бригадни генерал.
- Божидар Срећковић (1869—1943), дивизијски генерал. Активна служба у ВКЈ престала му је 1929.
- Боривоје Срећковић (1890—1973), судски бригадни генерал. Одведен у заробљеништво 1941. године, после рата није наставио службу.
- др Јордан Стајић (1868—1949), санитетски генерал. Активна служба у ВКЈ престала му је 1931.
- Михаило Стајић (1887—1978), дивизијски генерал. Одведен у заробљеништво 1941. године, после рата није наставио службу.
- Стаја Стајић (1881—1946), пешадијски бригадни генерал. Активна служба у ВКЈ престала му је 1937. Реактивиран 1941. Одведен у заробљеништво 1941. године, после рата није наставио службу.
- Драгутин Стаменковић (1879—1944), пешадијски бригадни генерал. Активна служба у ВКЈ престала му је 1937.
- Милош Стаменковић (1890—?), инжињеријски бригадни генерал. Активна служба у ВКЈ престала му је 1940.
- Живко Станисављевић (1883—1973), армијски генерал.
- Александар Станковић (1879—1948), дивизијски генерал.
- Драгољуб Станковић (1885—?), коњички бригадни генерал. Одведен у заробљеништво 1941. године, после рата није наставио службу.
- Никола Станковић (1875—1942), вицеадмирал. Активна служба у ВКЈ престала му је 1934.
- др Владимир Станојевић (1886—1978), санитетски бригадни генерал. Пензионисан 1942.
- Милутин Станојевић  (1882—1961), пешадијски бригадни генерал. Активна служба у ВКЈ престала му је 1937.
- Радисав Станојловић (1873—1931), армијски генерал.
- Чедомир Станојловић (1885—1966), дивизијски генерал. Одведен у заробљеништво 1941. године, после рата није наставио службу.
- Милутин Стевановић (1885—1958), артиљеријски бригадни генерал. Одведен у заробљеништво 1941. године, после рата није наставио службу.
- Степа Степановић (1856—1929), војвода. Активна служба у ВКЈ престала му је 1920.
- Драгослав Стефановић (1886—1967), дивизијски генерал.
- Душан Стефановић (1870—1951), дивизијски генерал. Активна служба у ВКЈ престала му је 1929.
- Љубомир Стефановић (1889—1971), дивизијски генерал. Одведен у заробљеништво 1941. године, после рата није наставио службу.
- Милутин Стефановић (1882—1963), жандармеријски бригадни генерал. Одведен у заробљеништво 1941. године, после рата није наставио службу.
- Миливоје Стефановић (1879—1938), артиљеријски бригадни генерал. Активна служба у ВКЈ престала му је 1938.
- Александар Стојановић (1885—1944), армијски генерал. Активна служба у ВКЈ престала му је 1941. Ражалован губитком чина 1941. године.
- Драгомир Стојановић (1878—1943), армијски генерал.
- Душан Стојановић (1886—1960), артиљеријски бригадни генерал. Одведен у заробљеништво 1941. године, после рата није наставио службу.
- Александар Стојишић (1874—1937), дивизијски генерал.
- др Добривоје Стојнић (1886—1962), санитетски бригадни генерал.
- Антоније Стошић (1882—1958), дивизијски генерал. Одведен у заробљеништво 1941. године, после рата није наставио службу.